# Rahvuslik-Vabameelne Partei

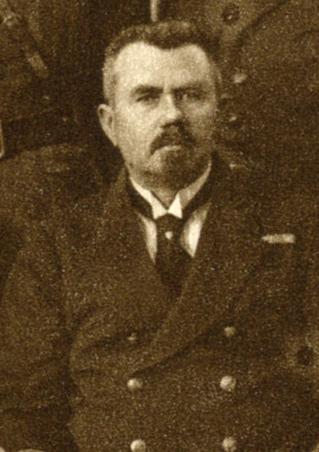
Admiral Johan Pitka, der geistige Führer der Partei

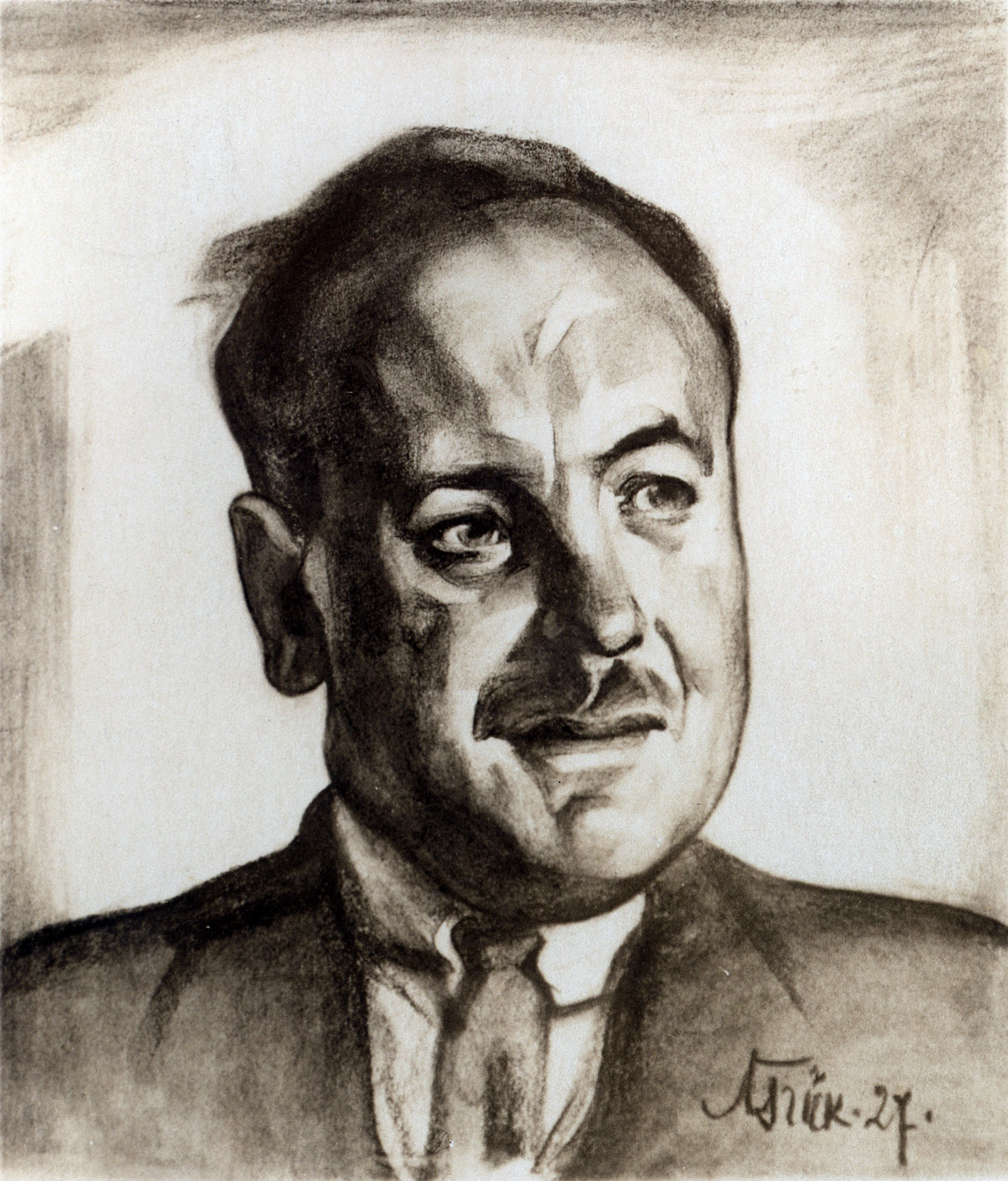
Bernhard Linde, neben Pitka Mitbegründer der Partei (Zeichnung von Nikolai Triik)

Die National-Freisinnige Partei (estnisch Rahvuslik-Vabameelne Partei - RVP) war in den 1920er Jahren eine politische Partei in Estland.

## Geschichte und Programm
Die National-Freisinnige Partei hatte ihren Ursprung im „Estnischen Wacht-Bund“ (Eesti Valve Liit). Er entstand im April 1920, kurz nach dem Ende des Estnischen Freiheitskrieges. Gründungsväter waren Bernhard Linde und Johan Pitka.
Pitka, einer der schillerndsten Individualisten der Zwischenkriegszeit in Estland, war 1918 Gründer der estnischen Seestreitkräfte und wurde ein Held des Freiheitskrieges gegen Sowjetrussland. Er wurde 1919 Mitglied der Verfassungsgebenden Versammlung der Republik Estland (Asutav Kogu), die das erste Grundgesetz der Republik ausarbeitete.
1923 benannte sich der „Estnische Wacht-Bund“ in National-Freisinnige Partei um. Sie trat erstmals bei der Parlamentswahl 1923 an und konnte auf Anhieb vier Abgeordnete in den Riigikogu entsenden. Ausgerechnet der in Südestland kandidierende Pitka als der Spiritus rector der Partei verpasste allerdings den Einzug ins Parlament. In der Folgezeit überwarf er sich mit fast allen estnischen Politikern. 1924 emigrierte der eigenwillige Admiral mit seiner Familie nach Kanada. Dadurch verlor auch die Partei stark an Attraktivität. Bei der Parlamentswahl 1926 scheiterte die National-Freisinnige Partei an der Zwei-Prozent-Hürde und verschwand von der politischen Bühne.
Die in vielen Zügen populistische Partei propagierte ein Eintreten für moralische Grundsätze sowie das estnische Ehr- und Pflichtgefühl. Sie trat für eine stärkere Bekämpfung der „Staats-Kriminalität“ ein und widmete sich der Enthüllung von Korruptionsfällen. Dabei bediente sich die Partei auch zweifelhafter Quellen und vergriff sich häufig im Ton, was die Popularitätswerte sinken ließ.
Sprachrohre der Partei waren die von Pitka gegründeten Zeitungen Valve („Die Wacht“) und Eesti („Estland“), in denen der glühende Patriot Pitka mit teils wilden Spekulationen angebliche Staatsaffären, geheime Intrigen und demagogische Lügen des politischen Establishments aufzudecken versuchte und damit häufig Schiffbruch erlitt.
Die National-Freisinnige Partei trug nur einmal Regierungsverantwortung. Von Januar bis Juli 1926 war Ernst Constantin Weberman Handels- und Industrieminister im Kabinett von Regierungschef Jaan Teemant.

## Wahlergebnisse
| Wahl | Legislaturperiode | Stimmen | Abgeordnete (Riigikogu=100 Mandate) |
| ---- | ----------------- | ------- | ----------------------------------- |
| 1923 | 2. Riigikogu      | 4,5 %   | 4                                   |
| 1926 | 3. Riigikogu      | 0,9 %   | 0                                   |